# Вангел Апостолов
Вангел Апостолов Стоянов е български революционер, деец на Вътрешната македоно-одринска революционна организация.

## Биография
Вангел Апостолов е роден в 1876 година в царевоселското село Дулица. Присъединява се към ВМОРО.
След установяването на сръбска власт във Вардарска Македония в 1913 година Апостолов продължава да се занимава с революционна дейност. Четник е на Панче Михайлов, Евтим Полски и Илия Пандурски. Взима участие в сраженията при Мощице, Кочанско, в село Илиово, Царевоселско и други.
На 12 април 1943 година, като жител на Дулица, подава молба за българска народна пенсия, която е одобрена и пенсията е отпусната от Министерския съвет на Царство България.
Апостолов умира на 13 май 1943 година.